# Handbok för handlösa
Handbok för handlösa är en TV-serie i tre delar av Osborn Bladini som sändes i SVT2 hösten 1994. Den är regisserad av Peter Schildt.

## Handling
Den 12-åriga Edda (Anna Wallberg) förlorar sina föräldrar, sin ena hand och förmågan att gå i en bilolycka. På sjukhuset får hon reda på att hon ska få bo hos sin nervösa farbror Robin (Puck Ahlsell) och hans arga fru, Iris (Ing-Marie Carlsson) i det lilla samhället Forslyckan. Hon börjar föra dagbok, som hon döper till Handbok för handlösa, efter att ha sett en manual för sin nya handprotes. Robin och Iris, som driver samhällets bageri, misstolkar Eddas sorg efter sina förluster för att hon skulle vara både döv och stum, och kanske också mentalt handikappad. Snart bryts dock Eddas stilla tillvaro, när 19-årige Hampus, som transporterar bröd till Forslyckans sjukhem, dyker upp. Hampus börjar förtro sig till Edda och det uppstår ett gemensamt intresse dem emellan. Hampus tillbringar en hel del tid i bageriet eftersom Robin är skyldig honom pengar efter en serie misslyckade vadslagningar.
Robin ser till att Edda får utbildning av sköterskan Maja (Gunilla Johansson), som jobbar på Forslyckans sjukhem. En av hennes patienter är fru Cruse, Robins rika släkting (Gerd Hegnell). Fru Cruse sitter också i rullstol, och när hon upptäcker att Edda inte är döv, börjar hon också anförtro sig till henne. Bland annat avslöjar hon att hon har en pengagömma i sitt rum. Hampus letar reda på pengagömman och ger Robin de pengar som blivit över efter att han tagit det Robin är skyldig honom. Men Robin får dåligt samvete och vill lämna tillbaka pengarna. Innan han lyckas upptäcker Iris pengarna, vilket slår en kil mellan dem. Iris flyttar temporärt därifrån. Innan Robin hinner lämna tillbaka pengarna, tar Edda pengarna med avsikt att lämna dem direkt till fru Cruse. Hon blir emellertid upptäckt av Maja, som stjäl alltihop och flyr. Robin och Hampus blir därefter gripna, vilket gör att Edda och Iris tvingas forma en ny relation.

## Rollista (i urval)
- Anna Wallberg (Edda)
- Puck Ahlsell (Robin)
- Ing-Marie Carlsson (Iris)
- Carl-Einar Häckner (Hampus)
- Gerd Hegnell (fru Cruse)
- Gunilla Johansson (Maja)

## Om serien
Handbok för handlösa spelades in i och omkring Göteborg: Tingstads Bageri, Hultafors Hälsocenter, Rävlanda Eftervårdsklinik, Tyringehemmet, Lillhagens Sjukhus, Stora Holm, samt SVT Studio, Göteborg.
TV-serien har sedan blivit pjäs. I en föreställning på Backateatern repriserade Carl-Einar Häckner sin roll som Hampus.
Musiken gjordes av Anders Melander. Filmfoto: Bo Tak.